# Otto Hirt

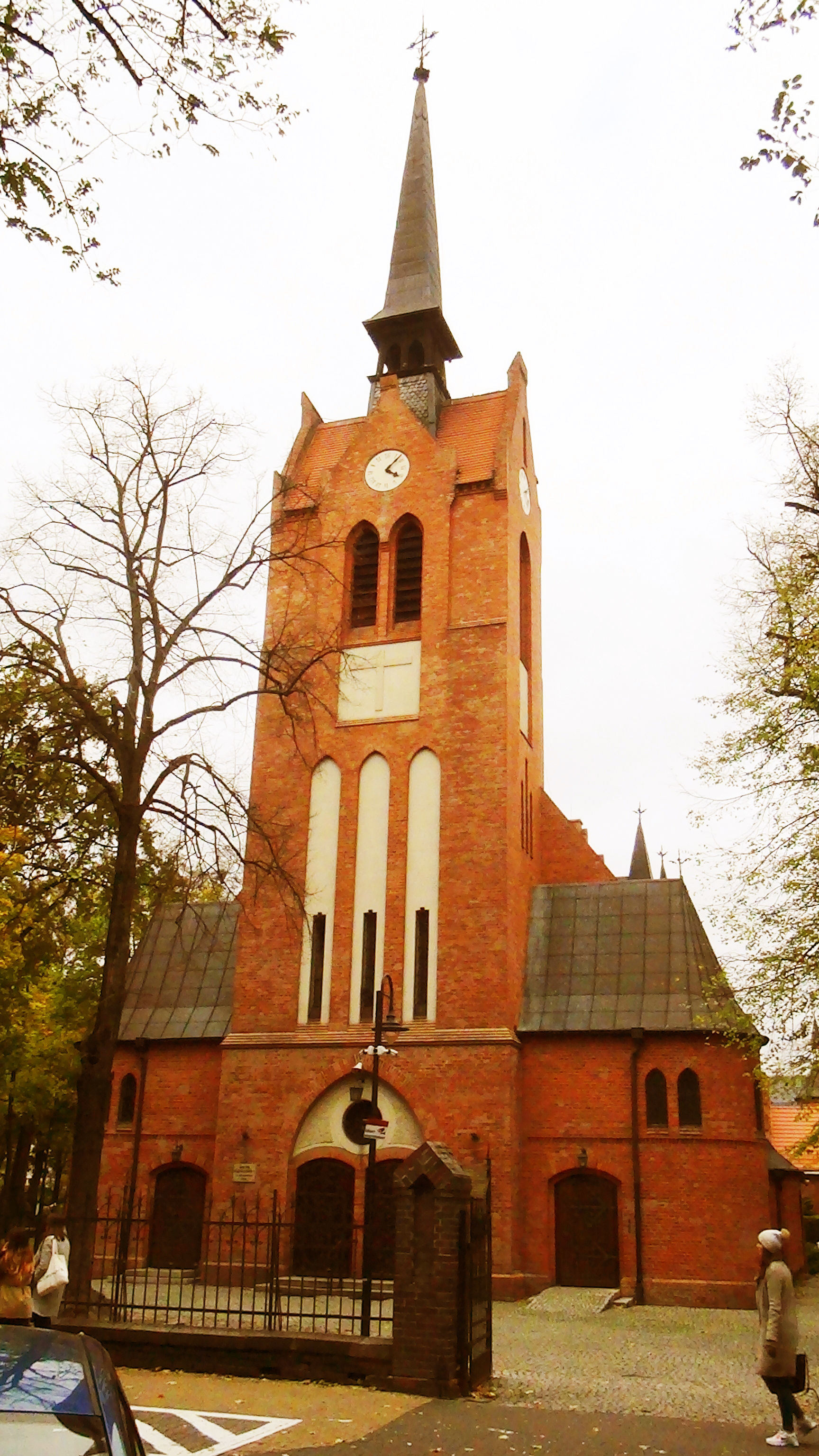
Lukaskirche in Posen

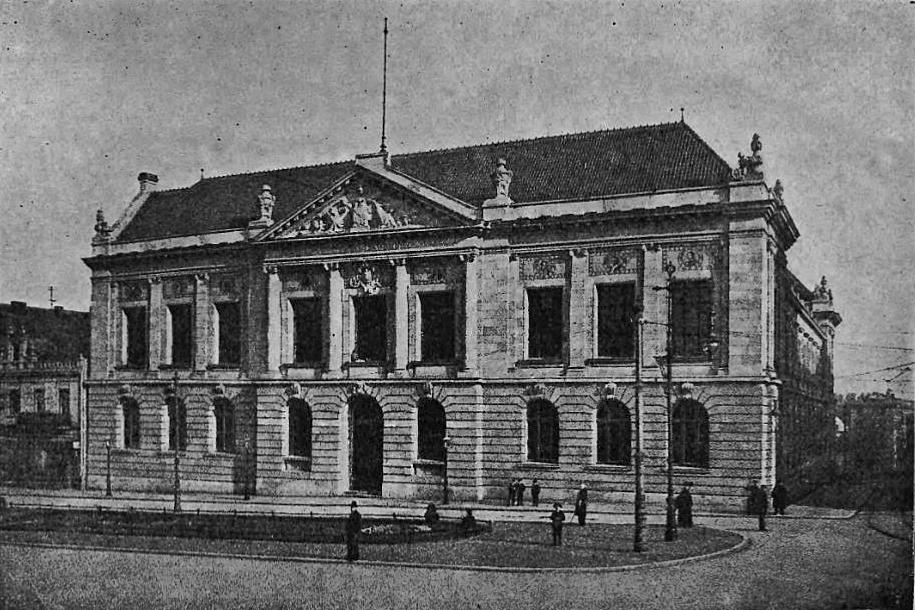
Kaiser-Friedrich-Museum in Posen (1904)

Carl Hermann Otto Hirt (* 1. Januar 1839 in Magdeburg; † 1918 in Posen) war ein deutscher Architekt und preußischer Baubeamter. 

## Leben
Otto Hirt war ein Sohn von Andreas David Hirt und dessen Ehefrau Anna Marie Hirt geborene Laue, er wurde am 20. Januar 1839 in der Sankt-Jakobi-Kirche evangelisch getauft.
Nach seinem Studium an der Berliner Bauakademie und dem anschließenden Vorbereitungsdienst trat er in die staatliche preußische Bauverwaltung ein. Er wurde 1876 nach Posen versetzt und war dort als Kreisbauinspektor tätig. Er hatte dabei die Aufsicht über den Neubau für das preußische Zollamt, der nach einem Entwurf von Heinrich Koch 1882–1885 im Stil eines italienischen Renaissancepalazzos errichtet wurde und heute ein Polizeibüro beherbergt, und entwarf die im Posener Stadtteil  Jersitz errichtete evangelische Lukaskirche (1892–1894, Turm 1905; heute katholische Kirche zur Kreuzerhöhung) in einer Art norddeutschen Backsteingotik. Außerdem zählen zu den von ihm in der Stadt betreuten Bauprojekten das Landgericht, das ebenfalls nach Entwurf von Heinrich Koch 1879–1882 errichtete Oberlandesgericht, das evangelische Konsistorium und das katholische Priesterseminar sowie das 1904 nach Entwürfen von Karl Hinckeldeyn ausgeführte Kaiser-Friedrich-Museum.